# Линда Еванджелиста
Линда Еванджелиста (родена на 10 май, 1965) е канадски модел.
Тя се счита за един от най-успелите и влиятелни модели на всички времена и краси над 700 корици на списания. Еванджелиста е известна най-вече с това, че е дългогодишната муза на фотографът Стивън Мейзъл, както и за изказването си по времето на най-големите ѝ успехи – „Ние не се будим за по-малко от 10 000$ на ден.“ Тя държи рекорда за многократните си появи на корицата на Вог Италия (Vogue Italia), всички са заснети от Мейзъл.

## Биография
Еванджелиста започва кариерата си като модел през 1984 г., когато тя подписва с Elite Model Management, след като се премества от родната си Канада в Ню Йорк. По предложение на фотографа Петер Линдберг, Еванджелиста подстригва косата си късо през 1988. Прическата, наречена „Линда“, не само предизвика много копия по целия свят, но също така се подпомага кариерата на Еванджелиста в епохата на супермоделите.
Описвана като „хамелеон“ в модната индустрия и като ключова фигура сред петте супермодели, Еванджелиста е една от най-известните жени в света в края на 80-те и през 90-те. За разлика от колежките си, тя не решава да разнообрази в дейността си в други предприятия извън моделирането. Тя се оттегля от кариерата си през 1998 г. и се завръща три години по-късно, този път работи само от време на време. Постиженията ѝ като модел я водят до обявяването ѝ за „Най-великият модел на всички времена“ от зрителите на телевизионно шоу през 2008 година.
Участва в клиповете на Джордж Майкъл „Freedom! '90“ (1990) и „Too Funky“ (1992)